# Until One
Until One − pierwszy album szwedzkiej grupy muzycznej Swedish House Mafia. Data premiery przypadała na 25 października 2010 roku. 

## Lista utworów

### Edycja standardowa
| #  | Tytłu                                                            | Autor/Autorzy                                                                  | Czas |
| -- | ---------------------------------------------------------------- | ------------------------------------------------------------------------------ | ---- |
| 1  | Miami 2 Ibiza                                                    | Swedish House Mafia vs. Tinie Tempah                                           | 2:44 |
| 2  | Miami 2 Ibiza (Instrumental)                                     | Swedish House Mafia                                                            | 2:16 |
| 3  | Reach Out (Original Mix) / You Got The Love (feat. Candi Staton) | Sander van Doorn / The Source feat. Candi Staton                               | 2:00 |
| 4  | Leave The World Behind (feat. Deborah Cox)                       | Axwell, Ingrosso, Angello & Laidback Luke feat. Deborah Cox                    | 3:12 |
| 5  | Nothing But Love (Remode)                                        | Axwell                                                                         | 3:06 |
| 6  | Valodja (Original Mix)                                           | Steve Angello & AN21                                                           | 2:45 |
| 7  | In The Air (feat. Rudy) [Axwell Remix]                           | TV Rock feat. Rudy                                                             | 3:00 |
| 8  | Kidsos (Original Mix) / We Are Your Friends (Original Mix)       | Sebastian Ingrosso / Justice vs. Simian                                        | 3:59 |
| 9  | Walk With Me (Axwell vs. Daddy's Groove Remix)                   | Prok & Fitch pts. Nanchang Nancy                                               | 2:30 |
| 10 | Tivoli (Original Mix) / Walking On A Dream                       | Steve Angello / Empire Of The Sun                                              | 3:58 |
| 11 | Satisfaction (Isak Original Extended)                            | Benny Benassi pts. "The Biz"                                                   | 2:21 |
| 12 | Show Me Love (feat. Robin S)                                     | Steve Angello & Laidback Luke feat. Robin S                                    | 4:22 |
| 13 | KNAS                                                             | Steve Angello                                                                  | 3:13 |
| 14 | Meich (Original Mix) / Clocks                                    | Sebastian Ingrosso & Dirty South / Coldplay                                    | 3:53 |
| 15 | How Soon Is Now (Dirty South Featuring Julie McKnight; Extended) | David Guetta, Dirty South, Sébastian Ingrosso,- Julie McKnight                 | 5:59 |
| 16 | Swedish Beauty / Diamond Life (starring Julie McKnight)          | AN21 & Max Vangeli /Louie Vega & Jay 'Sinister' Sealee starring Julie McKnight | 5:30 |
| 17 | Tell Me Why                                                      | Supermode                                                                      | 2:32 |
| 18 | Teenage Crime (Axwell & Henrik B Remode)                         | Adrian Lux                                                                     | 2:45 |
| 19 | Monday (Original Mix)                                            | Steve Angello                                                                  | 3:00 |
| 20 | Silvia (Sebastian Ingrosso & Dirty South Remix)                  | Miike Snow                                                                     | 2:59 |
| 21 | I Found U (Remode) [feat. Max’C]                                 | Axwell feat. Max'C                                                             | 3:46 |
| 22 | One More Time                                                    | Daft Punk                                                                      | 3:21 |
| 23 | One (Original Mix)                                               | Swedish House Mafia                                                            | 3:23 |
| 24 | One (Your Name) [feat. Pharrell] {Vocal Mix}                     | Swedish House Mafia                                                            | 3:02 |